# Samuli Edelmann
Samuli Casimir Edelmann, född 21 juli 1968 i Björneborg i Finland, är en finländsk skådespelare och musiker. 

## Filmografi (i urval)
- 1990–1991 – I Mumindalen (TV-serie) (Snork, del 1–52, finsk röst)
- 1992 – Veturimiehet heiluttaa
- 1999 – Finnjävlar
- 2000 – Rastlös
- 2001 – Jag och Morrison
- 2005 – Vinnare och förlorare
- 2009 – Rööperi
- 2009 – Johan Falk – National Target
- 2011 – Mission: Impossible – Ghost Protocol
- 2016 – Sagan om sjön
- 2023 – The Reindeer Mafia (TV-serie)